# Rhizobium rhizogenes
Rhizobium rhizogenes (tidligere Agrobacterium rhizogenes) er en gram-negativ jordbakterie, der kan inficere planter og lede til dannelsen af sygdommen skægrødder.
Under infektionsprocessen overfører R. rhizogenes dele af sit arvemateriale til plantens genom (arvemasse) ved en proces der kaldes transformation. Siden den første opdagelse er der under laboratorieforhold fundet en lang række tokimbladede planter, der succesfuldt kan blive transformeret med R. rhizogenes. Der er ikke nogen forsøg der viser at R. rhizogenes kan transformere enkimbladede planter. 

## Skægrødder
Infektion med R. rhizogenes er først fundet og beskrevet i æbletræer, hvor infektionen førte til vækst af såkaldte skægrødder (engelsk: hairy roots) ud fra infektionsstedet. Ved infektion af andre planter inducerer R. rhizogenes også skægrødder. Skægrødderne er kendetegnet ved at være meget forgrenede, have hastig vækst, reduceret gravitropisme, og de kan gro på hormonfrit vækstmedium.

## Transformationsprocessen
I rhizosfæren kan planter blive sårede fra jordpatogener eller andre kilder. Dette fører til udskillelse af fenoliske forbindelser som acetosyringon, som har kemotaksiske virkninger, der tiltrækker bakterierne. Når forbindelserne genkendes af bakterien aktiveres visse bakterielle gener Vir-gener, fra dets rod-inducerende plasmid (Ri-plasmid). Vir-gener der er en del af R. rhizogenes plasmid er vigtigt for en succesfuld infection af plantecellen. Når plasmidet er i kontakt med planten cellen, overføres en region af plasmidet, det såkaldte transfer-DNA (T-DNA) ind i plantens genom. Efter integration og ekspression, in vitro eller under naturlige forhold, observeres skægrodsfænotypen ved infektionsstedet (på engelsk: hairy root disease). Kendetegnet for sådanne rødder er typisk en overudvikling af rodsystemet, der ikke er fuldstændig geotropisk, og en ændret (rynket) bladmorfologi, hvis der er blade til stede. R. rhizogenes formerer sig også som et frøbåret patogen. 

## Anvendelser
T-DNA fra bakterien vil blive integreret i plantens genom. Hvis der induceres skud fra rødderne kan der regenereres en hel fertil plante, der kan give T-DNAet videre til den næste generation. Dette gør det muligt at producere transgene planter, der ikke rubriceres som GMOer, hvis der vel og mærke er brugt en naturligt forekommende stamme af R. rhizogenes. Udover ændret rodvækst, udviser de transgene planter også en mere kompakt fænotype, der kan være ønskelig for en lang række kommercielle planter. Plantelinjer der har været transformeret med R. rhizogenes kan derfor blive en kilde til nyt DNA materiale i forædlingsprogrammer.
Skægrødder kan dyrkes in vitro i fx. bioreaktorer for at studere deres interaktion med andre patogener i jorden som fx svampe og nematoder. Dyrkning af transformede rødder i bioreaktorer har også ført til kommerciel produktion af visse sekundære metabolitter, som planten måtte udskille. Dette er af særlig interesse, hvis de sekundære metabolitter kan bruges til medicin, og det vil være svært at udvinde stoffet i tilstrækkelige mængder, hvis planten blev dyrket på traditionel vis. I nogle tilfælde vil transformation med R. rhizogenes også føre til en øget produktion af sekundære metabolitter i forhold til ikke-transformerede planter. Rodkulturerne bruges også i genteknologisk forskning.